# 科學小飛俠
《科學小飛俠》，是一部科幻集團英雄動畫系列，電視動畫系列包括1972年10月1日播出的《科學小飛俠》、1978年10月1日的《科学小飞侠II》和1979年10月7日的《科学小飞侠F》，以及1978年7月15日上映的由三部電視動畫剪輯而成的動畫電影；延伸作品有OVA，以及2013年推出真人版電影。2013-2015年推出《科学小飞侠Crowds》，是自科學小飛俠系列作品《科學小飛俠F》后33年以來的續作，2013年7月12日播出第一季、2015年7月5日播出第二季。

## 概要
《科學小飛俠》這部動畫的原作是漫畫家出身後投入動畫製作的吉田龍夫，由鳥海盡三與陶山智負責企劃。根據鳥海表示，當初並未特別意識到《忍者部隊月光》、《世界少年隊》這些過去吉田龍夫漫畫作品的特徵，結果仍然沿襲這種「少年少女組成團隊與敵人戰鬥」的架構。另一方面吉田龍夫與九里一平兄弟他們筆下所設計的嶄新風格服裝與人物，SF作家小隅黎（柴野拓美）的SF考據、中村光毅所設計的機械，還有以本作首次擔綱導演的鳥海永行對機械的描繪充滿未來寫實風，都大為影響往後SF英雄動畫的取向。本片當初是以與巨大機械戰鬥的低年齡向動作片為起點，但在導入公害、科學、戰爭等現實中的嚴肅題材，與親情及角色過去的戲劇性，這些非兒童導向的故事都博得好評，因而得以將預定的一年播映期延長，並成為龍之子製作的SF英雄動畫類型經典代表作。
本片的作畫品質、技術力均凌駕當時的動畫製作水準，即使在製作後多年的現在，與當今的動畫作品相較下亦毫不遜色。一集的賽璐珞畫張數平均為5000～6000張，其中也有超過一萬張的集數。第1集「鐵甲怪獸」（ガッチャマン対タートル・キング）尤為特出，描繪出如同怪獸電影般的質感，甚至後來的OVA版也嘗試將此集重製。作畫陣容方面，沿續龍之子先前製作的二次大戰題材作品的劇畫風格，自作畫監督宮本貞雄以下，包括須田正己、谷口守泰、村中博美、湖川滋（湖川友謙）、井口忠一等人均參與本片，加上前一檔作品《牛家鄉》（いなかっぺ大将）的二宮常雄，並活用拍攝時的經驗，也將龍之子凌駕當時電視動畫水準的寫實畫風打響名號。 
企畫當初的暫定標題為與；後來在廣告代理商「讀賣廣告社」的松山貫之專務提出的構想之下，決定更名為《科學小飛俠》。本片於1972年10月1日～1974年9月29日，由富士電視台在每週日18：00～18：30播出，全105集，兩年間的平均收視率約21%（根據龍之子製作的保存資料，平均收視率為17.9%、最高收視率26.5%）。
《科學小飛俠》在落幕之後又拍攝兩部續集，分別是《科學小飛俠II》及《科學小飛俠F》。
除了電視版動畫三部曲、電影版跟OVA之外，《科學小飛俠》曾經多次被重新配音為英文版本，進軍西方的卡通市場；包括了1978年播出的「Battle of the Planets」、1987年播出的「G-Force: Guardians of Space」，與1996年播出的「Eagle Riders」。在韓國則曾以《飛鷹五兄弟》（＝Doksuri Ou-Hyungjae）為名，於1980年播出。
在龍之子創立紀念30周年的OVA《時間飛船 王道復古》中，疑似科學小飛俠和南宮博士的六人曾光臨波亞基的麵店，但卻是來吃霸王餐的。
2000年秋，由偶像團體SMAP扮演《科學小飛俠》的兩段NTT東日本30秒廣告片開始播出，導演為執導過《下妻物語》等片的中島哲也。SMAP版廣告的角色飾演為：中居正廣／鐵雄、木村拓哉／大明、稲垣吾郎／珍珍、草彅剛／阿丁、香取慎吾／阿龍。與其連動的官網同時推出由佐藤敬一導演，羽山賢二擔任人物設定與作畫監督的兩段新解釋動畫版短片。
2012年，發表本作將拍攝真人電影版的消息，由佐藤東彌執導，並在2013年夏季於日本上映。

## 系列作品

### 科學小飛俠
《科學小飛俠》放映於：1972年10月1日～1974年9月29日，全105集。
工作人員
- 原作、人物設定：吉田龍夫
- 企劃：鳥海尽三、陶山智
- 總監督：鳥海永行
- 編劇：鳥海尽三、鳥海永行、久保田圭司、小山高男（現・小山高生）、陶山智、柳川茂、梅谷卓司、永田俊夫、松浦健郎、曽田博久、酒井昭義、落合茂一、徳増雅彦、松下幹夫
- 演出：鳥海永行、西牧秀雄、案納正美、黒川文男、木村節夫、笹川浩、山田勝久、棚橋一徳
- 音樂：ボブ佐久間
- 効果：イシダサウンドプロ（現：フィズサウンドクリエイション）
- 機械設定：中村光毅、大河原邦男
- 作畫監督：宮本貞雄
- 作畫監督補佐：南家講二、池田茂之、菊地晃夫
- 美術設定：中村光毅、野野宮恆男、伊豆島君江、小杉光芳、新井寅雄、大沼敏孝
- 背景：野畑照子、明石貞一、吉原一輔、宮本清司、岡田和夫、田原優子、坂本信人、小杉光芳、野野宮恆男
- 上色：岡嶋國敏、池宮隆、向井稔、稻垣行雄、加藤博、金原惠美、秋山まゆみ
- 代工：上上卡通影片公司
- 特殊效果：朝沼清良、向井稔
- 攝影技術：平山昭夫
- 攝影：細野正、平山昭夫
- 剪輯：谷口肇、三木幸子
- 製作人：九里一平
- 進行：佐藤光雄、高山幸直、鎌田正治、井上明、今西和政、新井良蔵、小池進、千田正芳、櫻井一郎、有竹厚、加納次男、永井昌嗣
- 錄音監督：斯波重治
- 錄音：読広スタジオ、オムニバスプロ
- 沖片：東洋現像所
- 製作擔當：佐藤光雄、内間稔、近藤誠、鎌田正治
- 製作協力：フジテレビ
- 製作：吉田龍夫、タツノコプロ

#### 主題歌
《科學小飛俠》的主題歌在本片播映初期曾當成片尾曲使用，而原先此曲正是為了用於片頭而寫的，但因為演唱者亦同為子門真人，曲風會與同時期播出的特攝劇集《假面騎士》有所聯想，加之廣告代理商方面的意見，因此才將片頭、片尾曲互換使用。但此舉曾令工作人員頗有微詞，根據配音員森功至的回忆，當時的主角群配音員之一，且兼有歌手身分的佐佐木功也曾提出過比較適合拿來當片頭曲的意見。直到第23集開始，才正式決定將拉回片頭使用。
| 标题 | 作詞           | 作曲     | 編曲                               | 演唱                     | 备注                               |
| ---- | -------------- | -------- | ---------------------------------- | ------------------------ | ---------------------------------- |
|      |                | 小林亞星 |                                    | 子門真人、哥倫比亞搖籠會 | 第1～22集片尾曲、第23～105集片頭曲 |
|      | 哥倫比亞搖籠會 | 小林亞星 | 第1～22集片頭曲、第23～105集片尾曲 |                          |                                    |

### 科學小飛俠II
《科學小飛俠II》（日語：科学忍者隊ガッチャマンII）於1978年10月1日～1979年9月30日放映，全52集。

### 科學小飛俠F
《科學小飛俠F》（日語：科学忍者隊ガッチャマンF）於1979年10月7日～1980年8月31日放映，全48集。
工作人員
- 製作：吉田二
- 原作：吉田龍夫
- 企劃：九里一平、鳥海尽三、柳川茂、陶山智
- 擔當：別所孝治（フジテレビ）、内間稔、大野實（讀賣廣告社）、小林正典（タツノコプロ）
- 編劇：鳥海尽三、陶山智、酒井昭義、吉田和宏、中原朗、田口章一、關口修、山本優、熊谷節、山崎晴哉、櫻井正明、山中延高、曾田博久
- 演出：真下耕一、植田秀仁、西久保瑞穗、津田義三、内田有紀彦、石田正平、岡崎邦彦、高垣幸藏、平谷壽敏、永樹凡人、高野太、杉山有時、高木厚、落合正宗、貞光紳也、香川豐
- 人物設定：天野嘉孝、高田明美
- 機械設定：大河原邦男
- 美術設定：中村光毅
- 美術擔當：佐藤輝信、佐藤廣明、山元健生、上川地郎
- 作畫監修：宮本貞雄
- 作畫監督：河合靜男、湖川友謙、須田正己
- SF考據：小隅黎
- 描線：小野靜子
- 檢査：長岡恵、上村祐子、和田典子、尾又淳子、尾又和子
- 彩色：竜仕上センター、スタジオエル、レッドダックス
- 色指定：羽生道代、鶴巻のりこ
- 特殊効果：朝沼清貴、阿部鄉、村中一雄、村上正博、原島壽美江、田中孝夫
- 背景：アニメフレンド、季希京、スタジオビッグ、美術劃房ポップ
- 攝影：アニメフレンド、スタジオウッド、スタジオコスモス、ティ・ニシムラ
- 剪輯：三木幸子
- 音樂：筒井廣志
- 錄音監督：水本完
- 總監督：原征太郎
- 製片：九里一平、宮田和行
- 進行：田村常夫、中田和久、山田良一、佐久間敏郎、澤井幸次、河西一幸、澤舟源重、柳沼三男
- 製作：タツノコプロ、フジテレビ

| 标题 | 作詞     | 作曲     | 演唱                     |
| ---- | -------- | -------- | ------------------------ |
|      | 丘灯至夫 | 小林亞星 | 佐佐木功、哥倫比亞搖籠會 |
|      | 小山高男 | 小林亞星 | 哥倫比亞搖籠會           |

### 科學小飛俠 電影版
《科學小飛俠 電影版》
- 片長：110分鐘
- 首映：1978年7月15日
- 發行：松竹‧富士映畫

主要工作人員
- 製作：吉田健二
- 製片：九里一平、上野捷己
- 監製：岡本喜八
- 原作：吉田龍夫
- 編劇：鳥海盡三、陶山智、鳥海永行
- 人物設定：吉田龍夫、九里一平、天野嘉孝
- 機械設定：大河原邦男、中村光毅
- 作畫監督：宮本貞雄
- 美術監督：中村光毅
- 音樂：椙山浩一
- 演奏：NHK交響樂團
- 導演：鳥海永行

### 科學小飛俠 OVA版
《科學小飛俠 OVA版》
- 第一集發售日：1994年10月1日
- 第二集發售日：1995年1月1日
- 第三集發售日：1995年4月1日

工作人員
- 原作：吉田龍夫・タツノコプロ
- 企劃：成嶋弘毅、鈴木敏充
- 監製：吉田稔、九里一平
- 導演：福島宏之
- 編劇：ARTMIC
- 顧問：齋藤博志
- 機械設定：山根公利、金子秀一
- 人物設定・作畫監督：梅津泰臣
- 美術監督：河野次郎
- 攝影監督：高橋明彦、中篠豐光
- 音響監督：三間雅文
- 音樂：莫里斯·懷特、Bill Meyers
- 音響：
- CG指導：松本靖明
- 演出：元永慶太郎、西山明樹彦
- 製片：吉田陸、大倉宏俊
- 製作協力：ARTMIC、ARTLAND
- 製作：、日本

| 标题      | 作詞             | 作曲                      | 編曲       | 演唱          | 备注                                                                                       |
| --------- | ---------------- | ------------------------- | ---------- | ------------- | ------------------------------------------------------------------------------------------ |
| 主題歌    |                  |                           |            |               |                                                                                            |
| Let's Fly | Brock Walsh      | 莫里斯·懷特 & Bill Meyers |            | Lance Matthew | 用於OVA各集片尾。                                                                          |
| 宣傳曲    |                  |                           |            |               |                                                                                            |
|           | 竜の子プロ文芸部 | 小林亞星                  | つのごうじ | 水木一郎      | 使用第一作主題歌「」的旋律與歌詞，但曲風改為硬搖滾。 OVA中並未使用本曲，僅收錄於原聲帶中。 |

### 真人版電影
當初由日活宣佈2007年7月拍攝，完成日期暫定為在2009年初，不過後來卻無後續消息，在2012年10月宣佈重啟拍攝計劃，並於2013年8月24日上映。
演員
- 鐵雄：松坂桃李（台灣配音：李景唐）
- 大明/祖：綾野剛（台灣配音：梁興昌）
- 珍珍：剛力彩芽（台灣配音：石采薇）
- 阿丁：濱田龍臣（台灣配音：詹雅菁）
- 阿龍：鈴木亮平（台灣配音：李世揚）
- 南宮博士：岸谷五朗（台灣配音：梁興昌）
- 卡古拿博士（カークランド博士）：光石研（台灣配音：李世揚）
- 直美（ナオミ）：初音映莉子（台灣配音：蘇肇樺）
- 神秘侵略者伊利亞（謎の侵略者イリヤ）：中村獅童（台灣配音：李世揚）

主題歌
- BUMP OF CHICKEN「等待彩虹之人」（虹を待つ人）

工作人員
- 導演：佐藤東彌
- 原作：龙之子制作
- 製作總指揮：城朋子、佐藤直樹
- 動作指導：小池達朗
- 音樂：nima fakhrara
- 劇本：渡辺雄介
- 美術設計：荒牧伸志
- 特效造型製作：蟻川昌宏
- 企劃製作：日活
- 製片：藤村直人、田中正、山本章
- 執行製片人：興田誠治
- 製作公司：迪亚哥电影公司（日语：ジャンゴフィルム）
- 發行：東寶
- 特效製作：田中尚美（白組）
- 特效導演：森田淳也（白組）

### 科學小飛俠CROWDS
《科學小飛俠CROWDS》第一季播出於：2013年7月12日－9月27日，第二季播出於：2015年7月5日－9月27日。
工作人員
- 導演：中村健治
- 系列構成：大野敏哉
- 角色原案：キナコ
- 角色設定：高橋裕一
- G-SUIT設定：中北晃二、安藤賢司
- 動畫製作：龍之子(タツノコプロ)
- 製作：ガッチャマンクラウズ製作委員會

主題歌
- 『Crowds』（演唱：WHITE ASH)

## 海外播映

### 香港播映版
| 译名       | 电视台                    | 播出时间              | 备注                   |
| ---------- | ------------------------- | --------------------- | ---------------------- |
| 神勇飛鷹俠 | 香港麗的電視              | 1977年6月             | 科學忍者隊第一作       |
| 太空飛鷹俠 | 香港麗的電視 香港亞洲電視 | 1981年首播 1983年重播 | 科學忍者隊第二及第三作 |

### 台灣播映版

#### 「科學小飛俠」
| 播出概要   | 播出概要                                          | 播出概要                            | 播出概要                                                                          |
| 电视台     | 播出期间                                          | 播出时段                            | 备注                                                                              |
| ---------- | ------------------------------------------------- | ----------------------------------- | --------------------------------------------------------------------------------- |
| 首播       |                                                   |                                     |                                                                                   |
| 中視       | 1977年12月26日至1978年6月9日                      | 週一至週五18:00~18:30               | 部份集數礙於當時電檢尺度關係未能播出。                                            |
| 重播       |                                                   |                                     |                                                                                   |
| 中視       | 1978年7月13日至10月13日                           | 週一至週五18:00~18:30               | 未播畢，播出集數為第18集～第95集                                                  |
| 中視       | 1987年1月9日至6月26日 1987年7月3日至1988年2月12日 | 每週五17:00~17:33 每週五17:30~18:00 | 為中文配音重製的第一個版本，未播畢。                                              |
| 東視育樂台 | 1997年                                            |                                     |                                                                                   |
| GTV戲劇台  | 2000年                                            |                                     |                                                                                   |
| 東風衛視   | 2003年                                            |                                     |                                                                                   |
| 高點電視台 | 2009年                                            |                                     | 播畢後直接繼續播出系列續作《旋風小飛俠》，但僅播畢第二作《II》，未續播第三部《F》 |

| 主題歌與翻唱                | 主題歌與翻唱   | 主題歌與翻唱                  | 主題歌與翻唱         | 主題歌與翻唱 |
| 标题                        | 作詞           | 作曲                          | 演唱                 | 備註 |
| --------------------------- | -------------- | ----------------------------- | -------------------- | --- |
| 主題歌                      |                |                               |                      | |
| 科學小飛俠                  | 長音（林家慶） | 小林亞星                      | 合唱：松江兒童合唱團 | 改編自原主題歌，片尾並沿用之。中視首播版本的片頭畫面， 以日本後期版片頭搭配部分劇中畫面剪輯而成（因歌曲長度較原版為短）； 片尾則沿用原版的無工作人員字幕版本。 |
| 科學小飛俠2003              | Energy         | 小林亞星、馬念先 编曲：糯米團 |                      | 於2003年東風衛視配音版所採用，但僅用於片頭。片尾則沿用日本版。                                                                                                 |
| 翻唱                        |                |                               |                      | |
| 《顛覆歌》                  |                |                               | 徐氏姐妹（ASOS）     | 1996年 |
| 《兒童共和國》 國語卡通專輯 |                |                               | 何嘉文               | 1999年 |

#### 電影版
台灣於1979年1月16日上映，並曾於1979年1月28日以中文配音方式於院線上映。
台灣上映版主要列名工作人員（非實際製作人員）
- 出品：上上事業有限公司、香港富茂影業公司
- 導演：江茂榮
- 編劇：陳光里

#### 旋風小飛俠
| 播出概要   | 播出概要                       | 播出概要                  | 播出概要                                                                |
| 电视台     | 播出期间                       | 播出时段                  | 备注                                                                    |
| ---------- | ------------------------------ | ------------------------- | ----------------------------------------------------------------------- |
| 首播       | 首播                           | 首播                      | 由《科學小飛俠II》和《科學小飛俠F》作為《旋風小飛俠》的前半部和後半部。 |
| 中視       | 1981年7月20日至1982年6月4日    | 每週一、三、五18:00~18:30 | 由《科學小飛俠II》和《科學小飛俠F》作為《旋風小飛俠》的前半部和後半部。 |
| 重播       |                                |                           | 由《科學小飛俠II》和《科學小飛俠F》作為《旋風小飛俠》的前半部和後半部。 |
| 中視       | 1983年12月14日至1985年12月11日 | 每週三18:00~18:30         | 由《科學小飛俠II》和《科學小飛俠F》作為《旋風小飛俠》的前半部和後半部。 |
| 主題歌     |                                |                           |                                                                         |
| 标题       | 作词                           | 作曲                      | 演唱                                                                    |
| 旋風小飛俠 | 張豐吉                         | 張豐吉                    | 合唱：松江兒童合唱團                                                    |

#### 台湾发行版
《科學小飛俠》，於2007年12月間開始由台灣中港影視錄音傳播股份有限公司申請，彩愉文化事業有限公司總經銷陸續發行DVD（局錄劇字第004629號）、VCD。但收錄集數順序卻出現混亂的狀況，如原版的第8集內容，卻被排成第48集。
《科學小飛俠II》，於2007年9月間由台灣中港影視錄音傳播股份有限公司發行DVD，佳穎影音科技有限公司總經銷。
《科學小飛俠F》，於2008年10月間由天天多媒體以「旋風斯巴達」之名發行中文配音版DVD，但第13、42～48集僅收錄日語原音音軌。
《科學小飛俠 電影版》，2007年2月13日由普威爾國際正式取得授權發行收錄日語原音的繁體中文版DVD。
《科學小飛俠 OVA版》，台灣弘音國際多媒體曾於90年代間發行繁體中文版VCD。

## 登場角色

### 科學小飛俠
科學小飛俠包括了五位年輕的成員，各自代號分別是：白鳥一號、黑鷹二號、天鵝三號、飛燕四號和貓頭鷹五號，因為五號阿龍必須要留守鳳凰號，所以除了阿龍外，每個人都有自己的座機與自己的隨身武器。五個成員的手腕上都戴有一只電子錶，用以相互通訊以及變身之用。變身時會喊出「火鳥功！」這時電子錶會發出3600赫茲的超高週波，衣服和交通工具上的特殊分子就會產生反應，進而變身；當五個人團結在一起時，更可以一同使出「科學龍捲風」。但後兩部作品中，使用龍捲風的機率愈來愈少。
鷲尾/鐵雄/白鳥一號
配音：森功至（TV）、小野坂昌也（OVA）（日本）；李芷麟（I中視首播版）、孫德成（II、F）、劉錫華（I中視新配音版）、（八大）（台灣）；李學儒、黃志成（香港）
18歲。科學小飛俠的隊長，亦為原片名中的稱號由來。平時的職業是試飛員。變身後的武器為鳥形迴力標。劇中出現本名的機會極少，多以其代號稱呼。平時似乎是經濟拮据，常跑來珍珍的店裡白吃白喝，還被阿丁討債。戰鬥時負責統籌全隊的行動，必要時也會單槍匹馬擔任前鋒攻擊敵人。
擔任鐵雄配音的森功至，曾擔任吉田龍夫原作的《駭速快手》（マッハGoGoGo）主角三船剛的配音。
喬治‧淺倉/大明/黑鷹二號
配音：佐佐木功（TV）、石井康嗣（OVA）（日本）；武莉（I中視首播版）、馮海（II）、王彼得（F）、陳進益（八大）（台灣）；楊捷康、盧傑（香港）
18歲。日裔義大利人。父親喬塞貝與母親卡特琳娜均為惡魔黨隊員，卻因企圖逃亡而遭惡魔黨殺害，目睹父母被殺的自己則被南宮博士所救，因此日後對惡魔黨懷有強烈的憎恨。也因此個性顯得較為孤傲而我行我素，造成在任務中與鐵雄常有爭執發生。平時職業是賽車手，變身後的武器為羽毛飛鏢，與可擊發鋼索彈、信號彈等各類型子彈的銀月槍。但羽毛飛鏢在本作中其他隊員也使用過（鐵雄與珍珍各用過一次），因此嚴格而論，不能算是他的個人專用武器。初期集數中使用銀月槍的機會較多。第一作104集中，獨自潛入惡魔黨位於喜馬拉雅山的總部卻被發現並身受重傷，後來因當時投射的一枚羽毛飛鏢，意外阻止了惡魔黨毀滅地球的陰謀，但大明自此生死不明。直到《II》才證實被羅菲博士改造為再造人救回一命，並重回科學小飛俠陣容中。但身為再造人的大明，仍必須定期到羅菲博士處補充能源，因此常出現會合遲到的情況。雖然大明將此事瞞著其他隊員，不過後來則被潘杜拉發現。
珍/珍珍/天鵝三號
配音：杉山佳壽子（TV）、根谷美智子（OVA）（日本）；武莉（I中視首播版、II、F）、馮美麗（八大）（台灣）；雷碧娜（香港）
16歲，日美混血兒。平時經營一間名叫的餐館，不過她的廚藝似乎不佳（似乎只有做荷包蛋的程度），做菜通常都交給平仔處理，作品中並未透露她的姓氏為何。珍珍的專長是裝設炸彈，當科學小飛俠攻入敵人陣營時，珍珍就會負責破壞敵人守備與安裝定時炸彈。個人武器則為內藏刀刃或炸藥的溜溜球；在第一作的劇情中，珍珍與鐵雄兩人之間的關係描繪似乎是彼此互有好感，但自第二作後，珍珍則變得似乎對大明關切較多。
甚平/阿丁/飛燕四號
配音：鹽屋翼（TV）、松本梨香（OVA）（日本）；武莉（I中視首播版、II、F）、陶敏嫻（八大）（台灣）；沈小蘭（香港）
11歲。與珍珍一樣是在孤兒院長大，因此視珍珍如自己的胞姊，劇中與珍珍同樣姓氏不明。的服務生兼廚師。其實他似乎是伊賀忍者一族的末裔，但劇中並未明言提及（第1集中他曾如此自稱），因此僅保留在「疑似」的程度。變身後武器為，有打擊和用以投擲阻敵的作用。「平仔」這個名字則是珍珍所取的。專長是破解密碼，通常用來解開惡魔黨座機或基地的入口密碼，以利全隊之進攻。
至於原音版的角色名「甚平」，根據擔任本片企畫的鳥海盡三表示，是取自於他自己舅舅的名字。
中西龍/阿龍/貓頭鷹五號
配音：兼本新吾（TV）、立木文彥（OVA）（日本）；鐵孟秋（中視）、金石（II、F）、陳幼文（八大）（台灣）；葉少榮（香港）
17歳。本他是日本東北地方的漁夫之子，為科學小飛俠成員中唯一擁有正常家庭而且父母俱在者，另有一個弟弟。平時職業為風帆出租業者。擁有一身怪力，對水中戰與船舶操作相當拿手，並為鳳凰號的正駕駛員。由於他是成員中唯一仍有親人的，因此南宮博士顧及這點，很少讓他直接參與戰鬥，常讓他在G-5號上待命，因此在隊員中顯得不太起眼（劇中也常有他對留守出現抱怨的情節）。與大明一樣配備一柄銀月槍，但很少用到，近身戰時常以其怪力空手肉搏。

### 國際科技機構（ISO）
南宮華山（南部考三郎）博士
配音：大平透（TV）、澤木郁也（OVA）（日本）；金石（II、F中視版）、陳進益（八大）（台灣）；周永坤（香港）
48歲。科學技術廳長官，擁有牛津、劍橋大學學位，科學忍者隊這個團隊也是由他一手培訓出來，與多半失去親屬的成員們有兼具上司及親人般的關係。在第三作《F》中昇任國際科學組織長官，後來為辛格萊所擒，第42集中在遭到殘酷用刑之後被辛格萊所槍殺。臨死前交給鐵雄一條刻有不死鳥浮雕的項鍊，並成為最終決戰的重要關鍵。科技可能來自外星鳥人. 科學小飛俠最末 , 大明找到 X  給鐵雄, 鐵雄殺外星魔王, 最後項鍊把小飛俠靈魂變保衛地球鳳凰.
安達
配音：大宮悌二（TV）、北川米彥（OVA）（日本）
國際科學機構長官。在續作《II》後期身受重傷。有一個孫兒名叫安朋（サム）。
潘杜拉博士
配音：上田美由紀（日本）；武莉（台灣）
於《II》的第26集起登場，為南宮博士的秘書。但她的背後卻隱藏了一個重大的祕密。角色的人物設定為高田明美。

### 空中大鯊魚
空中大鯊魚（Red Impulse）於第一作登場，可說是科學小飛俠的協助單位，屢次於科學小飛俠陷入危機時出手搭救。
鷲尾健太郎
配音：吉澤久嘉（日本）
空中大鯊魚隊長，南宮博士的長年好友，總是戴著墨鏡隱藏真面目，真實身份是鐵雄的父親。
鐵雄年幼時，南宮博士為了調查惡魔黨（惡魔黨的存在，當初尚未為世人所知），特別拜託他潛入調查，後來則宣稱因飛機失事而生死不明，進而以「空中大鯊魚」的身分，協助南宮調查惡魔黨的真面目。每當在科學小飛俠戰況吃緊時，總是會駕著紅色戰鬥機來援助，並一路目睹鐵雄的成長。第53集中終於與鐵雄相認，但更殘酷的是居然也是他們父子死別的時刻……
正木
配音：橫井光夫（第76話）、青野武（第104話）（日本）
空中大鯊魚隊員，於第104集中遭狙撃手擊中眉心，當場死亡。
擔任配音的横井（玄田）在本片中不僅為正木隊員配音，也擔任許多僅出場一次的人物及惡魔黨隊員等許多龍套角色。
鬼石
空中大鲨鱼隊員，在劇中的设定是曾經被惡魔黨迫害而割掉舌頭，加入空中大鯊魚之後從未開口說話，所以也沒有配音員。

### 其他角色
歐俊
配音：伊武雅之（日本）
於第二作初期登場。由地球防衛軍方面所派遣，替代前作中犧牲的大明，成為新任G-2號的軍人。可是本尊在與科學小飛俠會合之前就已被惡魔黨所殺，並派出了冒牌貨頂替，還將科學小飛俠引入險境，後來則被「某人」射出的一枚羽毛飛標刺中而死。冒牌歐俊的驕傲自大態度，引來科學小飛俠其他成員相當的反感，但本尊的性格究竟如何則屬不明。不過能確定的是本尊與身經百戰的科學小飛俠相比，實力仍有不足之處。
羅菲博士
配音：千葉耕市（日本）
於第二作登場。原本是惡魔黨手下的科學家。也是將大明改造得以復活的關鍵人物。依據首領的說法，他是與其接觸後告知有關地球的一切，並協助惡魔黨創立的人物。但羅菲在發現首領的目的後與其反目，原本應該被大頭目所殺卻逃過一劫。他還養了一隻老鷹，不時停在肩上。在改造大明時，還曾將藏有打倒首領秘密的一具「黑盒子」置入大明體內。第49集中被惡魔黨發現藏身之處，正當要告知鐵雄無名主宰的秘密與所在地時，被惡魔黨的白衣隊員所殺。
金主任
配音：及川廣夫（日本）

### 惡魔黨
惡魔黨（台译：惡魔黨，港译：雷電幫、綠魔黨）
總裁X（台译：首領、無名主宰、宇宙魔王、宇宙主宰，港译：幫主、總裁X）
配音：田中信夫（I、II、OVA）／加藤精三（F）（日本）；金石（II）（八大）（台灣）；梁有恒（香港）
「惡魔黨」的神秘首領。來自距離200萬光年仙女座星雲中的賽雷克特羅星，由於接收到某道命令而前來的神秘支配者。第一作中直到最後真面目依然不明，直到續篇《II》才解開謎團，原來他是一具擁有自我意志的電子頭腦。在《II》被毀後，以殘餘的部份零件變為一座機械塔出現，並改稱為「宇宙魔王（總裁Z）」。擔任前2作配音的田中信夫，於重拍的OVA版中仍然擔任同一角色配音。
皮爾
配音：寺島幹夫（TV）、鹽澤兼人&折笠愛（OVA）（日本）；鐵孟秋（中視首播版）、陳幼文（八大）（台灣）
於第一作登場，在首領之下為其效命的大幹部。皮爾在母親體內原本是一男一女的雙胞胎，卻被首領以神秘力量加以改造，使其出生後成了可隨意轉變性別的變種人，也因此有時他會親自以女隊長（配音：沢田敏子、此島愛子）身分變裝率領隊員。他的真面目也是本作的重要伏線之一，在第102集中，真正的身世背景才被揭開。皮爾具有IQ 280的高度智慧，自視非凡，因此常戲稱科學小飛俠為「傻鳥」，他一直以為首領在征服地球之後會讓他成為副手，沒想到首領的最終目的後竟是要毀滅地球，至此皮爾才知自己始終只是顆被利用的棄子，而且一經啟動的地心爆炸裝置也已無法停止，最後在科學小飛俠面前縱身跳進地心熔炎裡，結束了一生。原本皮爾這個角色一開始並沒有做很詳細的設定，但因替此一角色配音的演員寺島幹夫獨特的演技為製作群帶來影響，許多部分的設定是後來再陸續增添的。
杜蘭莎（Gel Sadra）
配音：池田勝、成長前的孩童時期：小宮和枝（日本）；馮海（台灣）；余秀明（香港）
雷電幫的第二代掌權人，卻有驚人的身世。
馬士多
配音：-（日本）；-（台灣）；黃志成（香港）

### 辛格萊家系
辛格萊家系，於第三作《F》登場，與惡魔黨合作的地球人黑幫組織。
辛格萊爵士
配音：中田浩二（日本）；徐健春（台灣）
統率歐洲黑幫「辛格萊家系」的首腦人物，因為了向生父與異母胞兄復仇，而整形成有著一身水藍膚色。與宇宙魔王（總裁Z）合作後襲名為惡魔黨，但後來卻想將宇宙魔王取而代之，由自己來征服世界。由於擁有爵位之名，與前兩部作品登場的行動隊長風格截然不同，喜歡光明正大的正面對決方式。也常親自上陣，與科學小飛俠劍戟相交。
辛彪
配音：緒方賢一（日本）
辛格萊的部下。於途中因為發現辛格萊的真正身分而起叛意，企圖藉擁立正統繼承人賈瑟（カセル）來獨攬大權，最後在辛格萊凱旋榮歸之後被槍殺處決。
辛牛
配音：宮村義人（日本）
辛格萊的部下。忠誠心高，在辛彪倒戈時仍未叛離辛格萊，最後為了護主，擋下宇宙魔王對辛格萊的攻擊而死。

## 登場戰機

### 鳳凰號
鳳凰號，於第一作登場，科學小飛俠駐紮在海中的三日月珊瑚礁基地，通常全员乘坐鳳凰號出動執行任務。鳳凰號上有兩種主要武器，最初兩種武器必須要五人到齊與各子機合體到位才能使用，後來南宮博士改善了這個缺點，不必全員到齊也能使用這兩種武器。隨著惡魔黨鐵獸的陸續強化，鳳凰號也有多次遭擊墜的記錄，第67集中被惡魔黨鐵獸重創而墜毀，因此進行了大規模修復作業，包括鳳凰號本體與各乘員子機，均加強武裝與強化裝甲。最終續作《II》中宣告退役，並保管於南宮博士的別墅中。在第47集中由潘杜拉博士操縱下再度登場，新舊鳳凰號雙機聯袂發動科學祕招‧火鳥功。
神鳥飛彈，因為其通常装配爆炸當量百萬噸級的核弹頭，因此發射前需要打開保險掣和絕對準確的瞄準，以免被其波及自身和無辜者。後來在鳳凰號被惡魔黨擊墜而大幅改造性能後，還配備了強化版本的超級神鳥飛彈。
科學祕招‧火鳥功，由於使用時有造成鳳凰號空中分解的風險，是僅在非危急時刻使用的終極絕技。發動時鳳凰號會變成火鳥一般翱翔天際，並且發出足以熔毀敵人鐵獸的三千度高溫。
火鳥分身則是在發動後，各子機解除合體後以火焰包圍的狀態下，採取衝撞攻擊的變化技。

### 新鳳凰號
新鳳凰號
白鳥號戰機
黑鷹號跑車
天鵝號機車
飛燕號迷你裝甲車
貓頭鷹坦克

### 旋風斯巴達
旋風斯巴達是由1~5號機組成的合體機。
旋風1號機
旋風2號機
旋風3號機
旋風4號機
旋風5號機

## 劇集列表

### 科學小飛俠
| 话数 | 日文標題                       | 中視標題        | 佳穎標題           |
| ---- | ------------------------------ | --------------- | ------------------ |
| 1    | ガッチャマン対タートル・キング | 鐵甲怪獸        |                    |
| 2    | 魔のお化け空母現わる           | 海底魔艦        |                    |
| 3    | 嵐を呼ぶミイラ巨人             | 巨怪木乃伊      |                    |
| 4    | 鉄獣メカデゴンに復しゅうだ     | 鐵甲大蜈蚣      |                    |
| 5    | 地獄の幽霊艦隊                 | 魔鬼艦隊        |                    |
| 6    | ミニ・ロボット大作戦           | 大戰小金剛      |                    |
| 7    | ギャラクターの大航空ショー     | 空中大戰鬥      |                    |
| 8    | 三日月のサンゴ礁の秘密         | 秘密基地        |                    |
| 9    | 月よりの悪魔                   | 怪物大蠍子      |                    |
| 10   | 地底怪獣大戦争                 | 螞蟻雄兵        |                    |
| 11   | 謎のレッド・インパルス         | 大鯊魚之謎      |                    |
| 12   | 大食い怪獣イブクロン           | 貪吃的大怪物    |                    |
| 13   | 謎の赤い砂                     | 紅砂之謎        |                    |
| 14   | 恐怖のアイス・キャンダー       | 大冰怪          |                    |
| 15   | 恐怖のクラゲレンズ             | 軟體怪獸        |                    |
| 16   | 無敵マシンメカニカ             | 鋼鐵巨獸        |                    |
| 17   | 昆虫大作戦                     | 大戰獨角蟲      |                    |
| 18   | 復讐! くじら作戦               | 鯨魚快艇        |                    |
| 19   | 地獄のスピード・レース         | 大賽車          |                    |
| 20   | 科学忍者隊危機一発             | 怪坦克          |                    |
| 21   | 総裁Ｘは誰れだ                 | 人造怪馬        |                    |
| 22   | 火の鳥対火喰い竜               | 大火龍          |                    |
| 23   | 大暴れメカ・ボール             | 怪鐵球          |                    |
| 24   | 闇に笑うネオン巨人             | 霓虹巨人        |                    |
| 25   | 地獄の帝王マグマ巨人           | 地獄魔王        |                    |
| 26   | よみがえれゴッドフェニックス   | 阿龍的煩惱      |                    |
| 27   | ギャラクターの魔女レーサー     | 露西的秘密      |                    |
| 28   | 見えない悪魔                   | 蝸牛戰車        |                    |
| 29   | 魔人ギャラックＸ               | 巨人王          |                    |
| 30   | ギロチン鉄獣カミソラール       | 螳螂怪獸        |                    |
| 31   | 南部博士暗殺計劃               | 化險為夷        |                    |
| 32   | ゲゾラ大作戦（前編）           | 墨魚怪獸 （上） |                    |
| 33   | ゲゾラ大作戦（後編）           | 墨魚怪獸 （下） |                    |
| 34   | 魔のオーロラ作戦               | 雷電海鰻        |                    |
| 35   | 燃えろ砂漠の炎                 | 沙漠戰火        |                    |
| 36   | ちびっ子ガッチャマン           | 冒牌小飛俠      |                    |
| 37   | 電子怪獣レンジラー             | 電子恐龍        |                    |
| 38   | 謎のメカニックジャングル       | 惡有惡報        |                    |
| 39   | 人食い花ジゴキラー（前編）     | 地獄花 （上）   |                    |
| 40   | 人食い花ジゴキラー（後編）     | 地獄花 （下）   |                    |
| 41   | 殺人ミュージック               | 殺人的音樂      |                    |
| 42   | 大脱走トリック作戦             | 逃獄大作戰      |                    |
| 43   | 悪に消えたロマンス             | 戰火情侶        |                    |
| 44   | ギャラクターの挑戦状           | 大怪鳩          |                    |
| 45   | 夜霧のアシカ忍者隊             | 阿丁的機智      |                    |
| 46   | 死の谷のガッチャマン           |                 |                    |
| 47   | 悪魔のエアー・ライン           | 恐怖航線        |                    |
| 48   | カメラ鉄獣シャッター・キラー   | 殺人閃光        |                    |
| 49   | 恐怖のメカドクガ               | 大毒蛾          | 恐怖的毒蛾怪獸     |
| 50   | 白骨恐竜トラコドン             | 化石怪龍        | 白骨怪獸           |
| 51   | 回転獣キャタローラー           | 怪輪胎          | 迴轉怪獸           |
| 52   | レッド・インパルスの秘密       | 大紅鯊的秘密    | 大紅鯊的秘密       |
| 53   | さらばレッド・インパルス       | 再見大紅鯊      | 紅色大紅鯊的秘密   |
| 54   | 怒りに燃えたガッチャマン       | 大怪蟹          | 燃起憤怒的小飛俠   |
| 55   | 決死のミニ潜水艦               | 小潛艇決死戰    | 小潛艇決死戰       |
| 56   | うらみのバードミサイル         |                 | 恨之神鳥飛彈       |
| 57   | 魔の白い海                     | 老槍手          | 魔之白色海         |
| 58   | 地獄のメカブッタ               | 機器怪陀螺      | 地獄的怪獸         |
| 59   | 怪獣メカ工場の秘密             | 魔鬼島的秘密    | 怪獸工廠的秘密     |
| 60   | 科学忍者隊G-6号                |                 | 小飛俠6號          |
| 61   | 幻のレッド・インパルス         | 大紅鯊          | 虛幻的大紅鯊       |
| 62   | 雪魔王ブリザーダー             | 見義勇為        | 雪魔王寒風怪獸     |
| 63   | 皆殺しのメカ魔球               | 球場的陷阱      | 通殺的機器魔球     |
| 64   | 死のクリスマスプレゼント       | 禮物            | 死之聖誕節禮物     |
| 65   | 合成鉄獣スーパーベム           | 宇宙怪物        | 合成鐵獸超級貝姆   |
| 66   | 悪魔のファッションショー       | 手指炸彈        | 惡魔的服裝秀       |
| 67   | 必殺! ガッチャマンファイヤー   | 六腳怪獸        | 必殺技             |
| 68   | 粒子鉄獣ミクロサターン         | 粒子武器        | 粒子鐵獸           |
| 69   | 月下の墓場                     | 月下的墳墓      | 月下的墳墓         |
| 70   | 合体！死神少女                 | 死神少女        | 死神少女           |
| 71   | 不死身の総裁Ｘ                 | 機器雪怪        | 不死的首領         |
| 72   | 大群！ミニ鉄獣の襲来           | 蝗蟲大作戰      | 迷你飛獸的襲擊     |
| 73   | カッツェを追撃せよ！           | 追擊惡魔黨      | 追擊大頭目         |
| 74   | バードスタイルの秘密           | 大怪象          | 變身的祕密         |
| 75   | 海魔王ジャンボシャコラ         | 海魔王          | 海魔王蝦蛄巨獸     |
| 76   | あばかれたブレスレット         | 飛鳥裝的秘密    | 不聽使喚的變身手環 |
| 77   | 成功したベルクカッツェ         | 腦電波          | 成功的大頭目       |
| 78   | 死斗！海底１万メートル         | 海底決戰        | 海底一萬公尺的死門 |
| 79   | 奪われたガッチャマン情報       | 秘密資料        | 被奪的小飛俠情報   |
| 80   | よみがえれ! ブーメラン         | 歷險記          | 甦醒吧回力鏢       |
| 81   | ギャラクター島の決斗           | 惡魔島的決鬥    | 惡魔島的決鬥       |
| 82   | 三日月サンゴ礁を狙え！         | 怪獸總出籠      | 瞄準三日越珊瑚礁   |
| 83   | 炎の決死圏                     | 地層裏的決鬥    | 火焰的決死圈       |
| 84   | くもの巣鉄獣スモッグファイバー | 空中蜘蛛網      | 蜘蛛巨獸           |
| 85   | G-4号はあいつだ                | 的失策          | 他是小飛俠4號      |
| 86   | ギャラクターの買占め作戦       | 砂糖作戰        | 壟斷作戰           |
| 87   | 三段合体鉄獣パトギラー         | 機器大怪蟲      | 三段合體機器蟲     |
| 88   | 鉄獣スネーク828                | 蛇身鐵獸        | 鐵蛇828號          |
| 89   | 三日月基地に罠を張れ           | 珊瑚礁的陷阱    | 佈設陷阱           |
| 90   | 装甲鉄獣マタンガー             | 海底大戰        | 裝甲鐵獸的挑戰     |
| 91   | 三日月基地爆破計劃完了         | 噴射魚雷        | 噴射魚雷           |
| 92   | 三日月基地の最後               | 九死一生        | 九死一生           |
| 93   | 逆襲！地中魚雷作戦             | 魚雷作戰        | 魚雷作戰           |
| 94   | 電魔獣アングラー               | 電子怪獸        | 電子怪獸           |
| 95   | 合体忍者大魔人                 | 鍾屏山之謎      | 鍾屏山之謎         |
| 96   | ギャラクター本部に突入せよ     | 直搗惡魔黨巢穴  | 直搗惡魔黨巢穴     |
| 97   | 明日なき宇宙船 レオナ3号       | 太空浩劫        | 太空浩劫           |
| 98   | 球形鉄獣グレープボンバー       | 球型鐵獸        | 球型鐵獸           |
| 99   | 傷だらけのG-2号                | 大明的煩惱      | 大明的煩惱         |
| 100  | 20年後のガッチャマン           | 時光的錯覺      | 時光的錯覺         |
| 101  | 狙撃集団ヘビーコブラ           | 機器大蟒蛇      | 眼鏡蛇狙擊集團     |
| 102  | 逆転！チェックメイトＸ         | 大頭目的秘密    | 大逆轉！           |
| 103  | 死を賭けたG-2号                | 賭命的大明      | 賭命的大明         |
| 104  | 魔のブラックホール大作戦       | 黑洞大作戰      | 黑洞大作戰         |
| 105  | 地球消滅！0002                 | 千鈞一髮        | 地球毀滅0002       |

◎來源：《中國電視周刊》第426期～第450期『科學小飛俠』每週劇情大綱

### 科學小飛俠II
| 话数 | 日文標題                 | 中視標題         | 佳穎標題       |
| ---- | ------------------------ | ---------------- | -------------- |
| 1    | 総裁Ｘの逆襲             | 惡魔黨的反擊     |                |
| 2    | 謎の羽手裏剣             | 白羽毛之謎       |                |
| 3    | 地獄のブラックナイツ     | 黑騎兵團         |                |
| 4    | かえってきたジョー！？   | 大明的歸來       |                |
| 5    | 謎の原人大襲来           | 原始人的來襲     |                |
| 6    | 衝撃のピラミッドパワー   | 金字型城市       |                |
| 7    | 恐怖のミュータント作戦   | 宇宙植物「鏈藤」 | 可怕的種子     |
| 8    | 月世界の火の鳥           | 月球上的火鳥     |                |
| 9    | 滅亡のベルクカッツェ     | 大笨蛋的滅亡     |                |
| 10   | 赤道の雪嵐               | 赤道下的大風雪   | 赤道下的大風雪 |
| 11   | 争奪！ハイプルニウム600  | 烏鴉兵團         | 烏鴉戰略       |
| 12   | DR.ラッフェルの秘密      | 羅菲博士的秘密   |                |
| 13   | 青春のG2号               | 大明的奇遇       |                |
| 14   | 宇宙のレッドインパルス   | 大紅鯊之謎       |                |
| 15   | 純情のG5号               | 熱情的阿龍       |                |
| 16   | 空白のジョー             | 迷惘的大明       |                |
| 17   | 悪魔の方程式             | 惡魔的方程式     | 海底城程式     |
| 18   | 宇宙船応答せず           | 太空船的黑運     |                |
| 19   | 異次元空間のワナ         | 亞空間的陷阱     |                |
| 20   | Gタウン危機一髪          | 潛水母艦的危機   |                |
| 21   | 青春の折れた翼           | 痛失校友         | 好友重逢       |
| 22   | 謎のストーンヘンジ       | 原石柱之謎       | 放射能的反射   |
| 23   | 北極に消えた愛           | 消失在北極的愛   |                |
| 24   | 疑惑のG2号               | 大明的疑惑       | 磁氣風波       |
| 25   | 悲しみのサイボーグ       | 再造人身的悲哀   | 隕石事件       |
| 26   | 謎の秘書パンドラ         | 潘杜拉博士之謎   | 潘杜拉博士     |
| 27   | 南部博士死す！           | 南宮博士之死     | 暗殺計畫       |
| 28   | 愛を奪った羽根手裏剣     | 安琪的悲劇       |                |
| 29   | 生か死か！魔の北壁       | 撥雲見日         |                |
| 30   | 故郷に帰った竜           | 阿龍回故鄉       | 天倫之樂       |
| 31   | 撃墜された大鷲           | 老鷹號的挫折     |                |
| 32   | G1号アンデスの愛         | 懷念的安迪斯     | 安迪斯的冒險   |
| 33   | 怒りのG1号               | 憤怒的Ｇ一號     | 意外的大地震   |
| 34   | アマゾンの鉄魔獣         | 亞瑪桑的鐵獸     |                |
| 35   | ベルクカッツェの遺産     | 皮爾的傑作       |                |
| 36   | 悲しみの地底都市         | 地底城厄運       |                |
| 37   | 燃えろ！はがねの翼       | 的領悟           | 的愛心         |
| 38   | 電磁メカ鉄魔竜           | 電磁鐵魔龍       | 海上意外       |
| 39   | 紅のコンドル             | 悲情的紅玫瑰     | 勇敢的干莉達   |
| 40   | 激斗！魔のアニマル作戦   | 大明的決心       | 羅飛博士的暗示 |
| 41   | ガッチャマン対ゲルサドラ | 冤家路窄         |                |
| 42   | 闇に動く天文台           | 天文台的秘密     | 天文台的秘密   |
| 43   | 火星からのインベーダー   | 悍敵馬士多       |                |
| 44   | たたけ！邪悪の火星基地   | 向火星挑戰       | 北極光事件     |
| 45   | 魔のソーラーシフト計劃   | 惡魔的惡計       |                |
| 46   | あばかれたガッチャマン   | 誰是G一號        |                |
| 47   | 必殺！二羽の火の鳥       | 兩隻火鳥         |                |
| 48   | 史上最大の大津波         | 大海嘯           | 海嘯來了       |
| 49   | 燃えよ！コンドル         | 羅菲博士之死     |                |
| 50   | 謎！ 謎？ ゲルサドラの母 | 杜蘭莎的母親     | 潘杜拉的困擾   |
| 51   | 悲しみのゲルサドラ       | 杜蘭莎的叛逆     | 杜蘭莎的身世   |
| 52   | 総裁Ｘの滅亡             | 大頭腦之滅亡     |                |

◎來源：台視《電視周刊》第980期～第1001期三台卡通每週劇情大綱

### 科學小飛俠F
| 话数 | 原文標題                   | 中視標題       | 天天多媒體標題     |
| ---- | -------------------------- | -------------- | ------------------ |
| 1    | 新たなる暗雲               |                | 宇宙魔王           |
| 2    | 登場！ガッチャ・スパルタン | 旋風斯巴達     | 旋風斯巴達         |
| 3    | 汚されたオアシス           | 一口井水       | 和平的代價         |
| 4    | アイアンコマンドの挑戦     | 光復巴倫島     | 拯救巴倫國         |
| 5    | 突撃！わんぱく戦士         | 橄欖海         | 島上救援           |
| 6    | 燃えろ！Gフェンサー        | 意外的挫折     | 挑戰辛格萊         |
| 7    | 巨大鉄獣を奪え！           | 雨過天晴       | 勇敢的東尼         |
| 8    | 決死のならず者戦隊         | 意外幫手       | 團結的力量         |
| 9    | 消滅光線砲の恐怖           | 可怕的光線砲   | 回頭是岸           |
| 10   | 危うし！ガッチャマン基地   | 惡魔的怪招     | 老鼠計畫           |
| 11   | サタン特急Zプレス          | 人質作戰       | 列車之戰           |
| 12   | マントル基地爆破指令       | 爆破命令       | 佔領陰謀           |
| 13   | 激烈？！アグリカ決戦       | 安哥利加大戰   | 激烈的阿古里卡決戰 |
| 14   | 炎上！エゴボスラー宮殿     |                | 步入陷阱           |
| 15   | 地獄で燃える野望           | 辛格萊的挫折   | 另立據點           |
| 16   | 闇に舞う殺人蝶             | 殺人蝴蝶       | 殺人蝴蝶           |
| 17   | 戦慄の魔煙都市             | 毒瓦斯大作戰   | 毒瓦斯陰謀         |
| 18   | G1号華麗なる激突！         | 西西里島之鷹   | 西西里亞之鷹       |
| 19   | 超物質に手をだすな！       | 危險的超物質   | 新超物質           |
| 20   | 出現！トリプル鉄獣の恐怖   | 摩鐵獸         | 前功盡棄           |
| 21   | 怒れジョー！戦慄の炎鳥     | 炎鳥的秘密     | 攻破敵陣           |
| 22   | 人工衛星爆破指令           | 爆破命令       | 核子飛彈           |
| 23   | 魔のメカランド             | 卑鄙的陰謀     | 催眠術             |
| 24   | 誇り高き戦士               | 鄉土勇士       | 加瓦納基地         |
| 25   | 地獄のスカイライダー       | 狠毒的辛格萊   | 黑暗攻擊           |
| 26   | G1号怒りの新殺法           |                | 機密研究           |
| 27   | エゴボスラー出生の謎       |                | 魔鬼之子           |
| 28   | 死闘！裏切りの谷           |                | 拯救沙邦國         |
| 29   | 非情！引き裂かれた兄妹     | 生離死別       | 生離死別           |
| 30   | 忍び寄るエイリアン         | 可怕的生命體   | 火星小生物         |
| 31   | 激走！トレインチェイス     | 恐怖的地底列車 | 險破賊窩           |
| 32   | 宇宙パルスの謎             | 宇宙宮殿之謎   | 親情               |
| 33   | はたされた約束             | 威震北極海     | 愛女露西           |
| 34   | エゴボスラーの策略         | 辛格萊的策略   | 研究機密被奪       |
| 35   | 死の影せまるG1号           | 不吉利的前兆   | 科技大樓遇襲       |
| 36   | ハイパーシュートの危機     | 雷電閃光的危機 | 堅強的意志         |
| 37   | よみがえれガッチャマン     | G一號的再起    | 站穩病情           |
| 38   | 友情のブレスレット         | 可貴的電子錶   | 漸入核心           |
| 39   | 失脚！エゴボスラー伯爵     | 辛格萊的挫敗   | 臨時研究站         |
| 40   | メカ竜巻の急襲！           | 龍捲風的來襲   | 自亂陣腳           |
| 41   | 崩壊！ガッチャマン基地     | 短暫的敗北     | 南宮博士被擄       |
| 42   | 南部長官の最期             |                | 南宮長官生命的最後 |
| 43   | ギャラタウンの壊滅         | 惡魔城的壞滅   | 惡魔城的壞滅       |
| 44   | 迫り来る宇宙の悪魔         | 宇宙惡魔的來襲 | 宇宙惡魔的來襲     |
| 45   | 脅威の反物質惑星           | 小惑星的威脅   | 小行星的威脅       |
| 46   | G1号決死のハイパワー       | 死的G一號      | 拼死的G1號         |
| 47   | 地球消滅！321…             | 面臨毀滅的地球 | 面臨毀滅的地球     |
| 48   | 永遠のガッチャマン         | 永不死的火鳥們 | 永遠的旋風小飛俠   |

◎來源：台視《電視周刊》第1001期～第1025期三台卡通每週劇情大綱

### 科學小飛俠OVA
| 话数 | 日文標題                     | 弘音標題             |
| ---- | ---------------------------- | -------------------- |
| 1    | ガッチャマンVSタートルキング | 科學小飛俠對抗海龜王 |
| 2    | 謎のレッドインパルス         | 神秘的紅色衝擊       |
| 3    | ファイナルカウント0002       | 最後倒數0002         |